# Ментухотеп VI
Ментухотеп VI (Меранхра Ментухотеп) — фараон XVI династії. Царював за часи Другого перехідного періоду.  

## Біографія
Про життя та діяльність Меранхра нічого, майже, не відомо. Проте він залишив у історії дві статуетки. Ким Ригольт писав, що Ментухотеп належав до Шістнадцятої династії. Щодо цього знайшлися скептики.
За Манефоном, Ментухотеп був гіксосом. Дружиною Меранхра була Сітмут. Сином — Херунефер. Ментухотеп царював, максимум, рік. 
Престол узурпував Сенусерт IV.